# Rychta (Komárov, okres Karlovy Vary)
Areál bývalé rychty čp. 12 se nachází na návsi středověké vsi Komárov, místní části Toužimi v okrese Karlovy Vary. Je významnou památkou lidové architektury, jednou z nejstarších na území Čech. Od roku 2012 je kulturní památkou.

## Historie
Rychta v Komárově vznikla již při založení vesnice někdy ve 13. století jako sídlo místního rychtáře. Vesnice po polovině 15. století patřila ke statku Prohořský hrádek a nakonec k panství Toužim (1504) a Žlutice (1578).
Podle urbáře panství Toužim z roku 1553 byla rychta svobodným statkem s právem provozování krčmy („Johannes Wirth za svobodu má povinnost držet pro potřeby vrchnosti jednoho koně, na Štědrý večer dát jednu vánočku a 6 gr, postavit jednoho chlapa na zastřelení dvou kusů divočiny, za další, pustý dvůr platí ročně 6 slepic a 12 snopů třeného lnu., na sv. Jiřího a na sv. Havla po 48 gr.“). V roce 1606 zde byl rychtářem a krčmářem Adam Eger, který ve vsi držel další dva statky. Roku 1622 jako stoupenec českých stavů zběhl do Saska, ale podařilo se mu rychtu s krčmou s povolením vrchnosti prodat za tisíc kop míšeňských grošů. V roce 1672 zde hospodařil Andreas Baumgartl. Posledním německým majitelem byl Anton Fechter. Hospoda, zvaná do roku 1945 U Skalního sklepa, zde byla nepřetržitě provozována až do šedesátých let 20. století. V sedmdesátých letech se neobydlený areál dostal do majetku státu (hospodařil zde státní statek), opuštěné stavby byly demolovány a chátraly. Areál před demolicí v roce 2001 zachránil soukromý vlastník.

## Popis
Areál usedlosti tvoří podélná parcela se souborem čtyř staveb – obytné stavení, sýpka, stodola a torzo hospodářského stavení.
Obytné stavení stojí v čele usedlosti. Přízemní stavba pozdně gotického založení, protáhlého lichoběžníkového půdorysu se zvýšeným přízemím, je orientována štítovým průčelím do návsi. Dispozice domu je variantou komorového vesnického domu, odráží původní funkci rychty s krčmou. Přední díl tvoří někdejší krčma, velká plochostropá světnice přístupná z výškově diferencované, plochostropé vstupní předsíně ve středu dispozice, na níž navazuje prostor bývalé černé kuchyně (zbořena ve třicátých letech 20. století). Zadní díl je dvoutrakt tvořený zadní plochostropou obytnou světnicí a zaklenutou komorou, přístupný z předsíně, a velkou zaklenutou komorou přístupnou z bývalé černé kuchyně. V obytných prostorách patrné stopy po otopných zařízeních v podobě kachlových kamen a také po osvětlovacím krbečku. Stavení je kryté vysokou sedlovou střechou s polovalbou na návesní straně, s předním zděným návesním štítem, zadní dvorní štít je bedněný, krov je sestaven z druhotně použitých dřevěných prvků barokního krovu dendrochronologicky datovaných do roku 1677–1678. Zadní část krovu má dřevěný roubený věnec.
Původní funkce stavení se odráží i v rozsáhlém podzemí, které tvoří tři sklepy. Pod přední světnicí ve zvýšeném přízemí se nachází přední horní sklep, přístupný ze vstupní síně. Má unikátní trámový strop s kamennými překlady z kamenných ploten, masivní dřevěné trámy s průvlakem a sloupkem jsou dendrochronologicky datovány do roku 1484. Na něj navazuje ve skále vyhloubený dolní přední sklep, přístupný sklenutou vstupní šíjí. Sklepy mají propracovaný větrací a odvodňovací systém s trativodem vytesaným do skalního podloží. Část větracích průduchů ústících do návesního průčelí je osazena prostými pískovcovými ostěními. Zadní sklep je přístupný ze vstupní síně zalomenou vstupní chodbou, zakrytou kamennými plotnami a kamennou klenbou. Sklep je vytesaný do skály, v koutu je vyhloubená vodní cisterna odvodňovaná přepadem do ve skále vytesané odvodňovací štoly ústící do trativodu v předním sklepě.
Hospodářské stavení stáje, chléva a seníku bylo tvořeno stavbou z kamenného lomového zdiva na obdélném půdorysu se zvýšeným patrem, krytým sedlovou střechou se zděnými štíty, kratší štítovou stranou otočenou do návsi. Od sousedního obytného stavení byla oddělena valouny dlážděnou průjezdní uličkou do dvora, kterou do návsi uzavírala pilířová brána s vraty (původně asi kulisová). Stavba byla v 70. letech 20. století odstraněna, zachována je jen malá část obvodového zdiva. Ve dvoře za stájí bylo umístěno hnojiště.
Sýpka pozdně gotického založení stojí na západní straně střední části dvora. Nezvykle velká patrová stavba s vysokými zděnými štíty byla krytá sedlovou střechou. Zděná je z lomového kamene. Přízemní komora i sýpkové patro přístupné samostatnými vstupy, osvětlované dvojicemi malých okének. Okénka pater a štítů mají prostá pískovcová ostění, kamenná ostění měly původně i oba vstupy. V interiéru dochovány fragmenty původní hliněné vápnem líčené omítky, patrné stopy po starších dřevěných konstrukcích krovu a stropu. Mladší dřevěné konstrukce jsou dendrochronologicky datované do roku 1680–1681. Stavba je nyní bez střechy a vnitřních dřevěných konstrukcí.
Stodola stojí v zadní, horní části dvora, který po celé šířce uzavírá. Neprůjezdná stodola sestává ze starší pozdně gotické zděné východní části, která byla v 19. století rozšířena o západní kolnu. Zastřešena sedlovou střechou s dřevěnými bedněnými štíty. Stavba je nyní zčásti zřícená a bez střechy.  

## Galerie

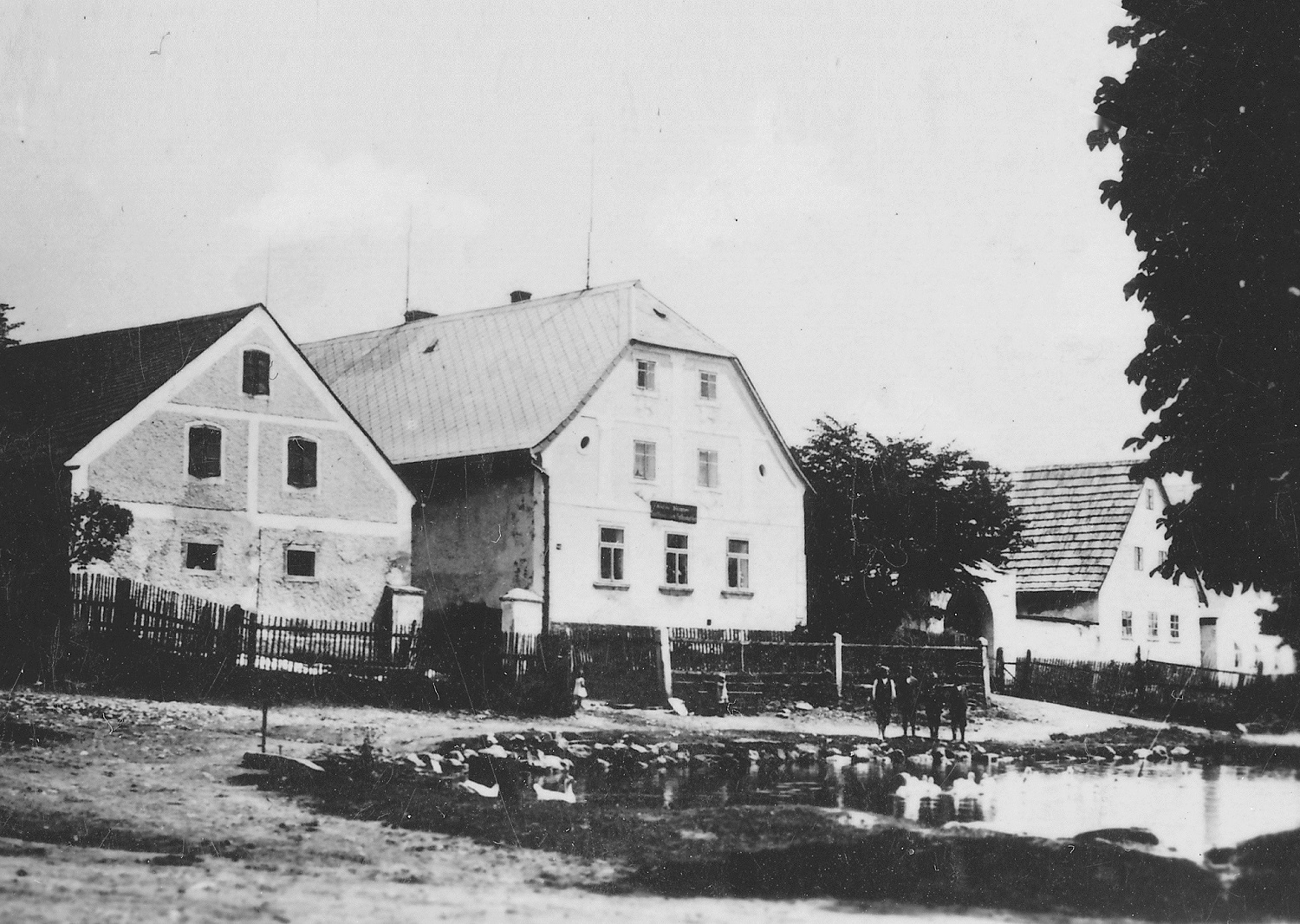
Rychta ve třicátých letech 20. století
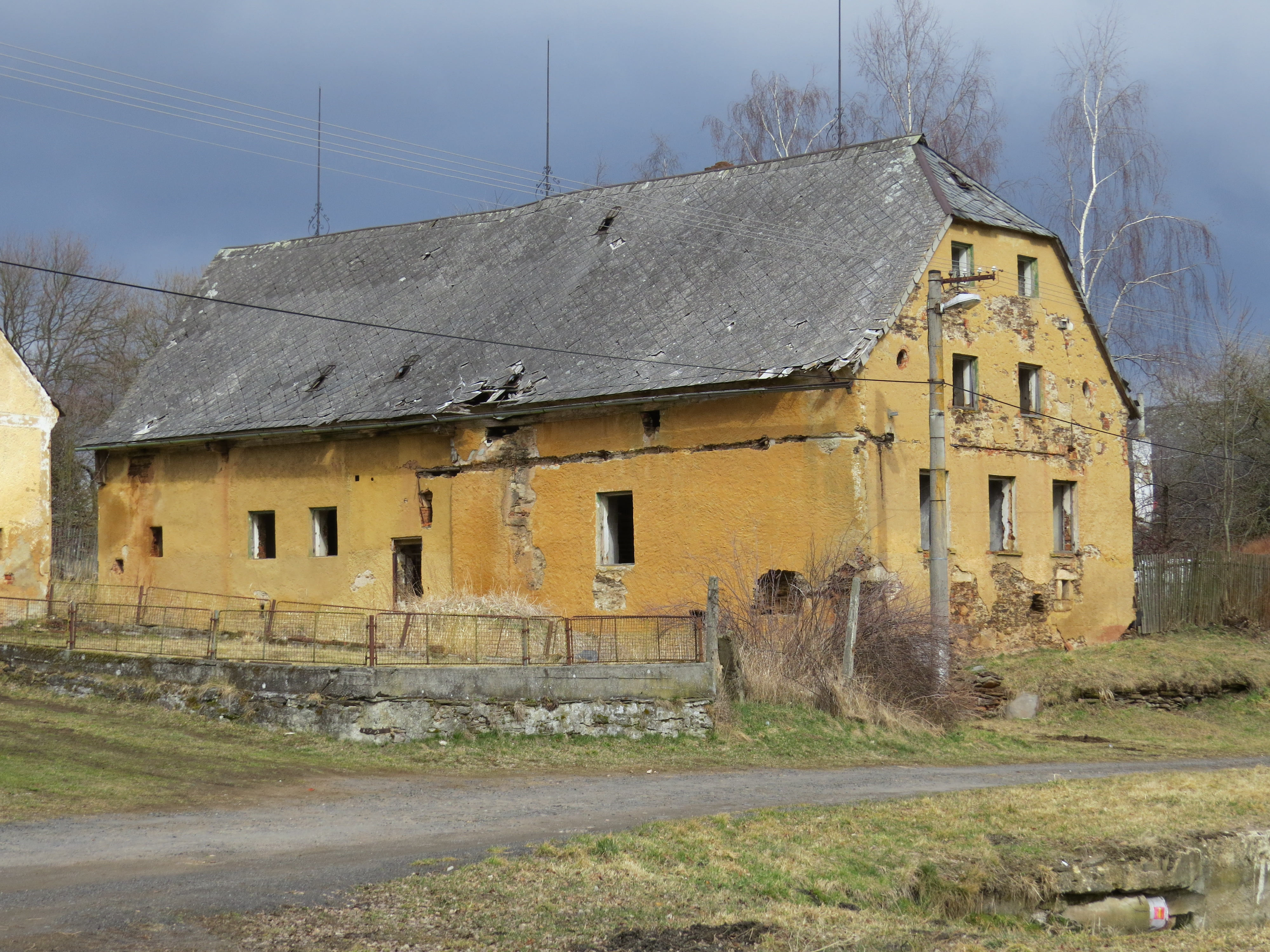
Obytné stavení
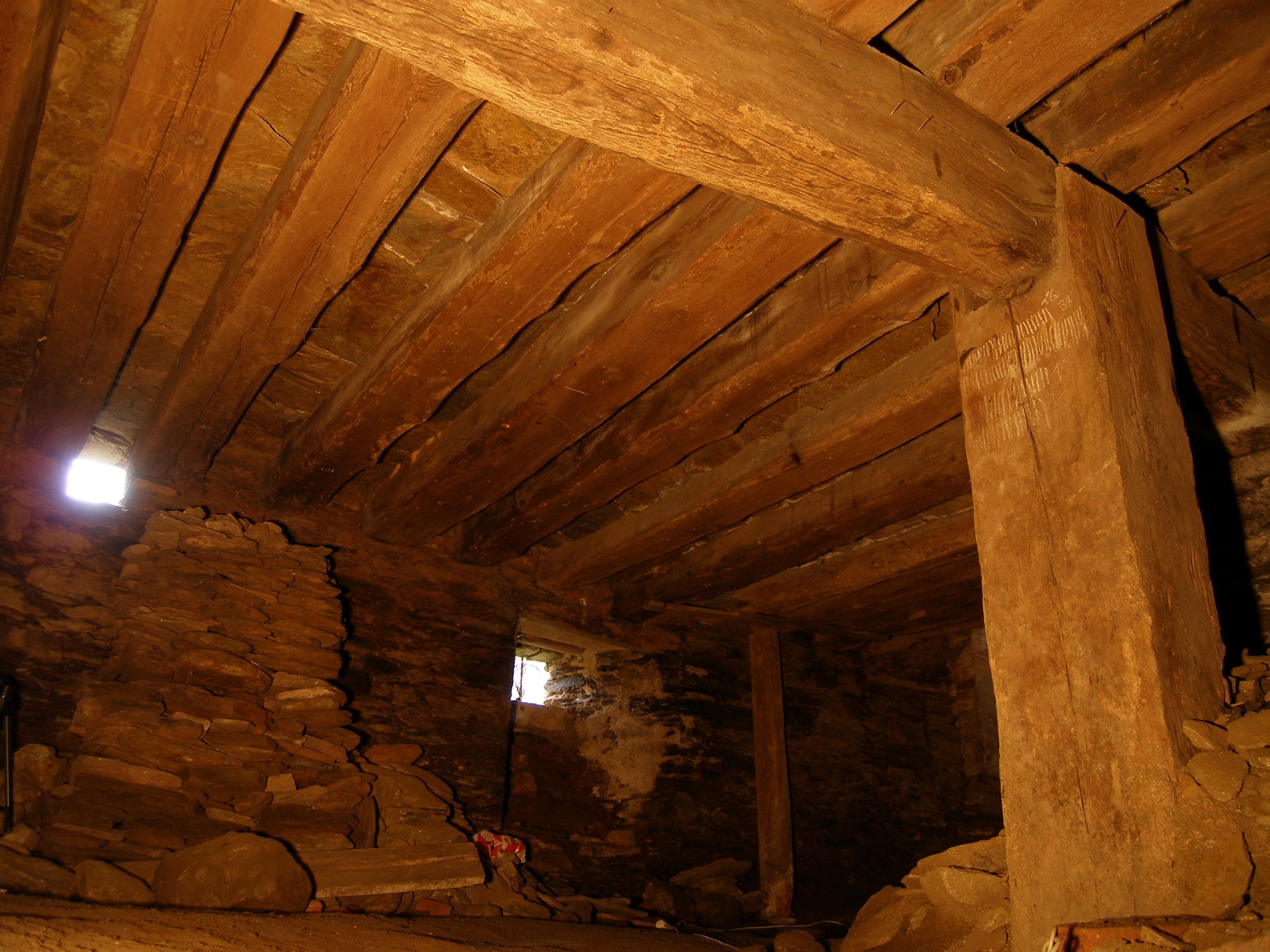
Obytné stavení – pozdně gotický trámový strop s kamenným záklopem předního horního sklepa z roku 1484
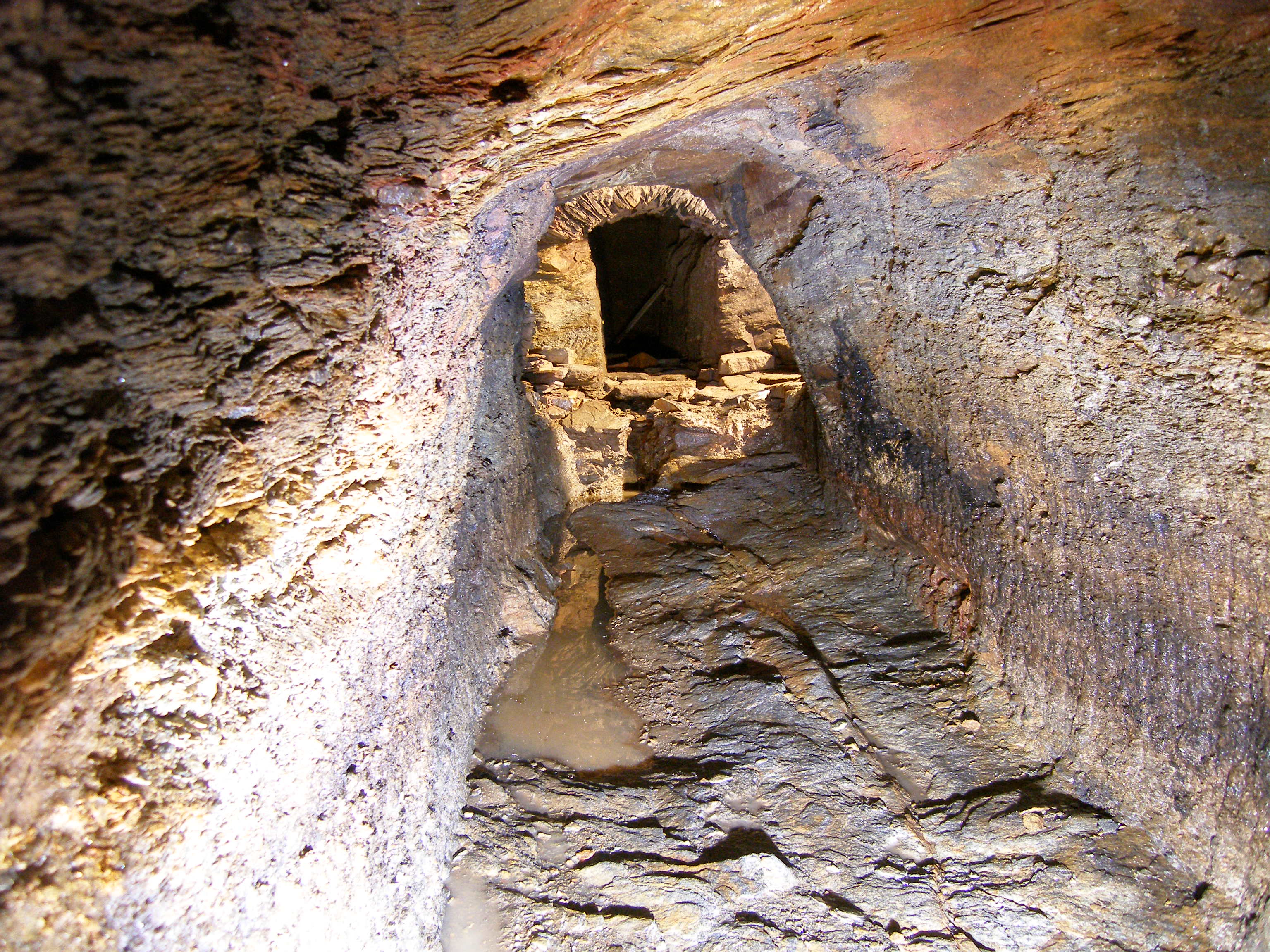
Obytné stavení – odvodňovací štola
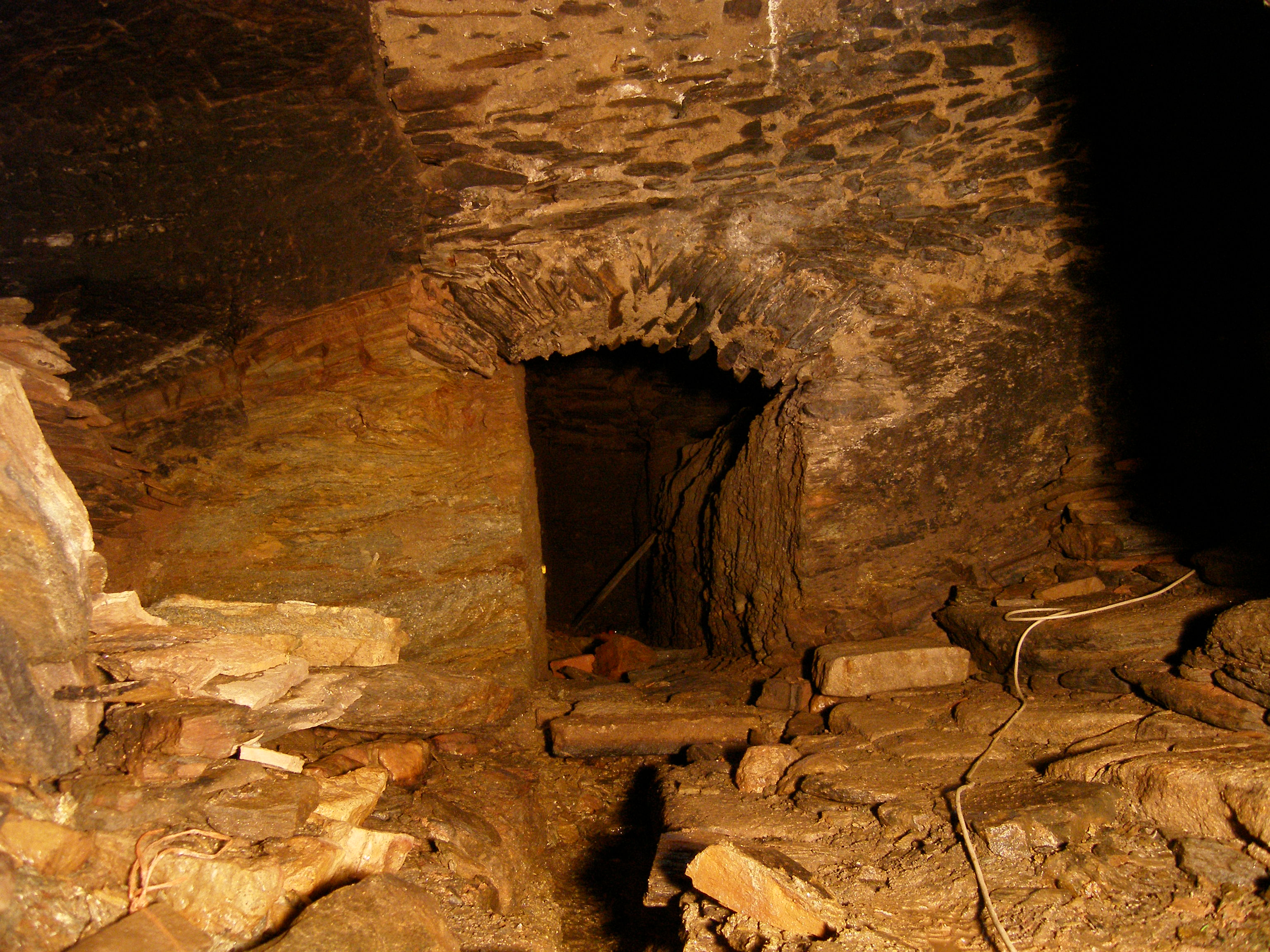
Obytné stavení – vstupní část předního dolní sklepa s ústím trativodu
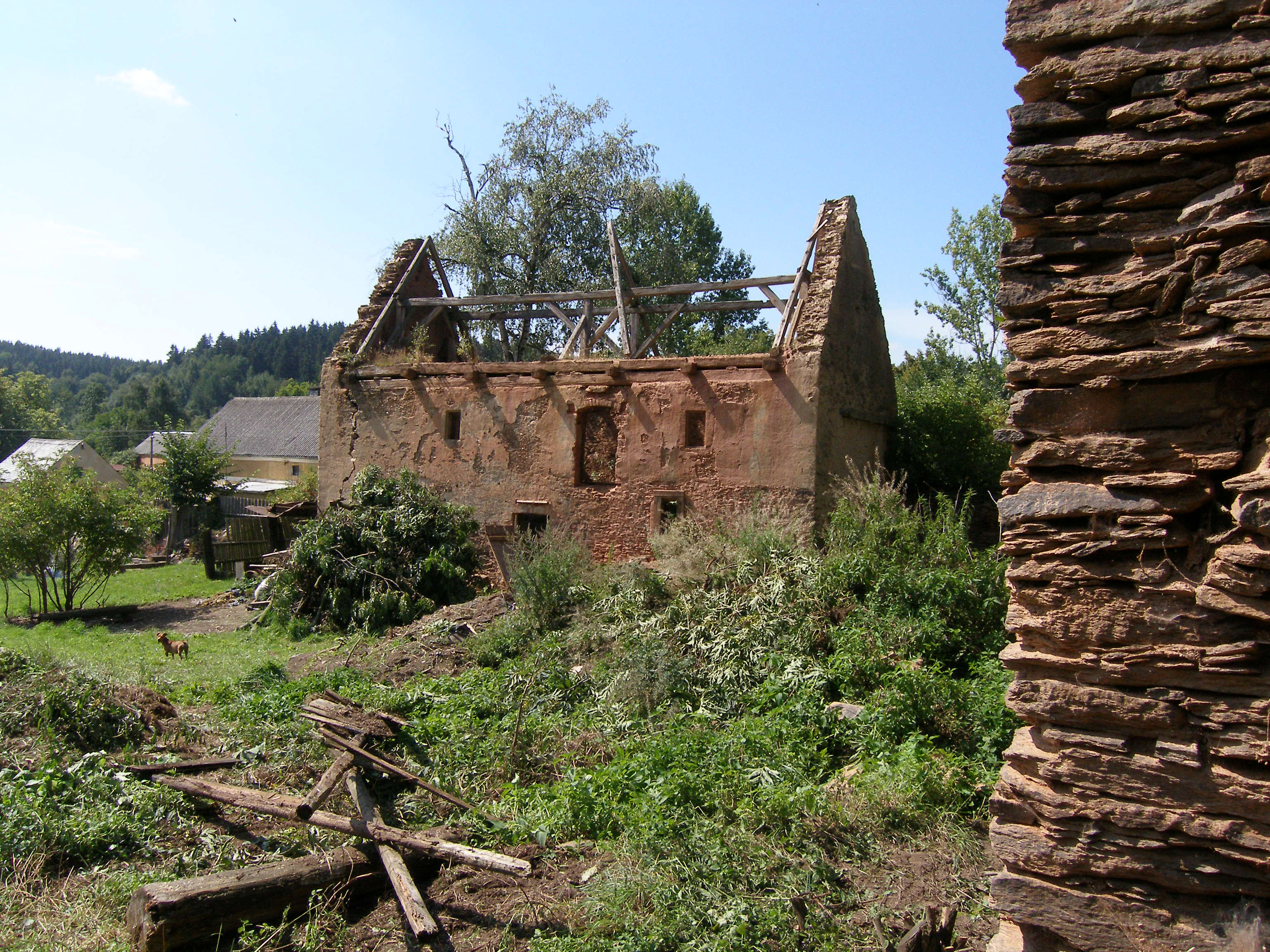
Sýpka
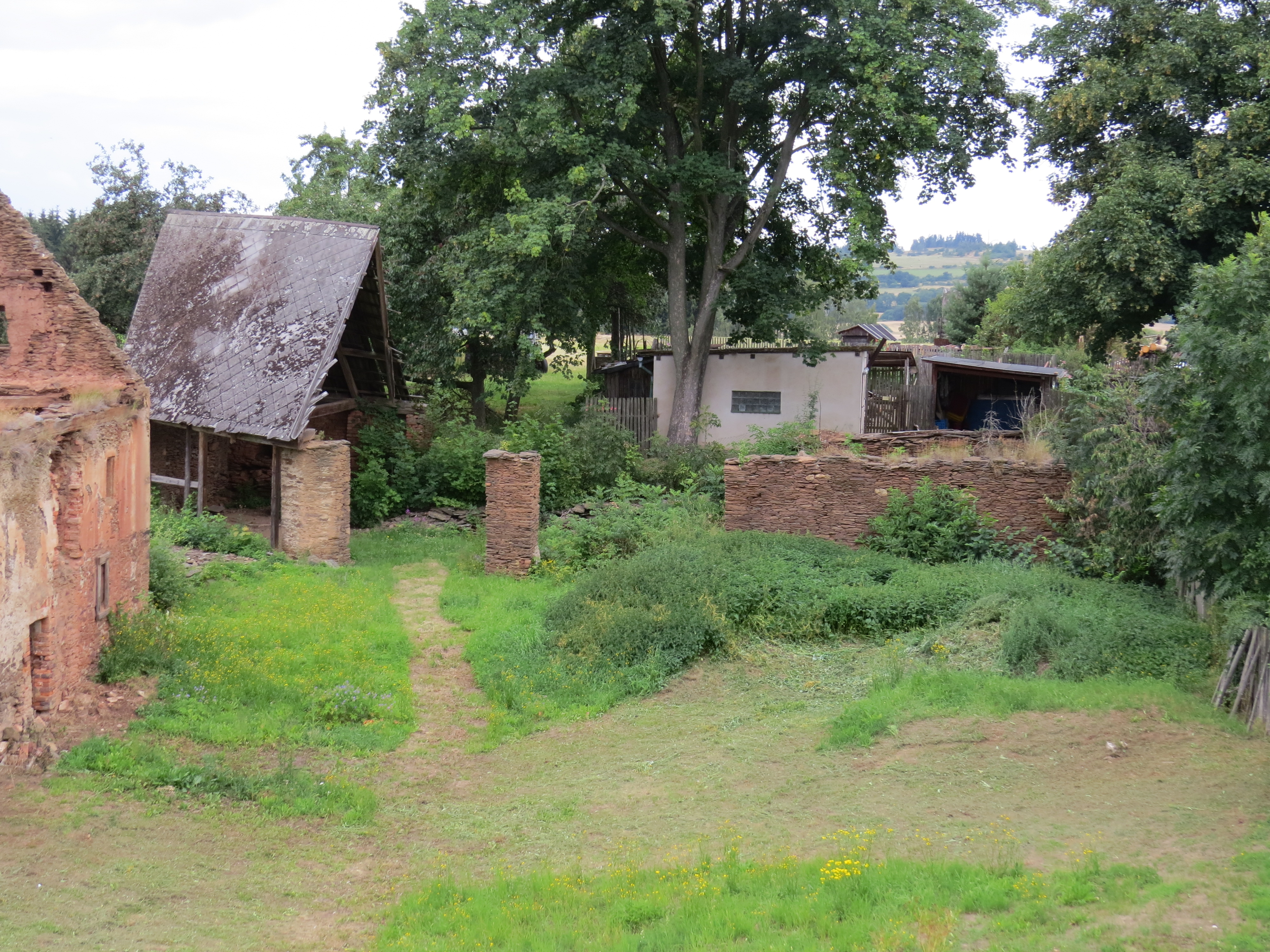
Torzo stodoly a kolny
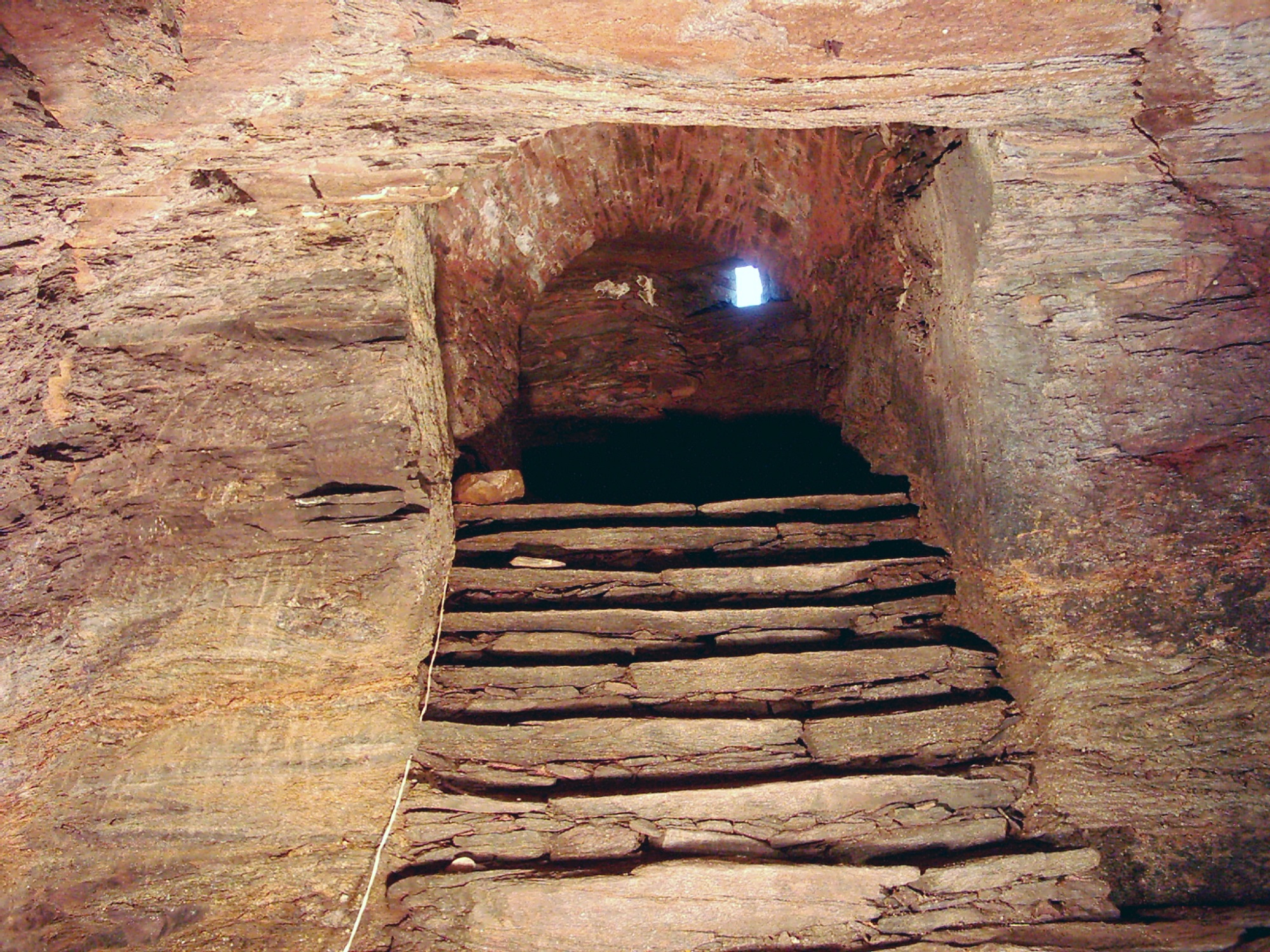
Zadní sklep obytného stavení